# Fischratten
Die Fischratten (Ichthyomyini) sind eine Tribus der Neuweltmäuse, die durch eine außergewöhnliche Anpassung an das Wasserleben gekennzeichnet ist. Die Arten sind Fleischfresser und ernähren sich hauptsächlich von Wasserinsekten und Krebstieren, die größeren auch von kleinen Fischen. Fischratten haben zahlreiche Parallelen zu den Schwimmratten Australiens und Neuguineas, die jedoch nicht näher verwandt sind, sondern sich in konvergenter Evolution ganz ähnlich entwickelt haben.
Fischratten erreichen je nach Art eine Kopf-Rumpf-Länge von 9 bis 21 Zentimetern, der Schwanz wird 9 bis 19 Zentimeter lang. Ihr Fell ist dunkelbraun oder grauschwarz gefärbt, die Unterseite ist heller. Zu den Anpassungen an die wasserbewohnende Lebensweise zählen die verkleinerten Augen und Ohren und die verschließbaren Nasenlöcher. Die Hinterfüße sind vergrößert und die Zehen mit Schwimmhäuten verbunden, der Schwanz ist oft abgeflacht.
Fischratten sind in Mittel- und im nördlichen Südamerika beheimatet, ihr Verbreitungsgebiet reicht vom südlichen Mexiko bis ins nördliche Brasilien sowie Peru. Ihr Lebensraum sind meist die Ufer von Flüssen, manchmal auch Sumpfgebiete. Sie kommen dabei in Höhen von bis zu 3800 Metern vor. Sie errichten ihre Unterschlupfe am Ufer und gehen im Wasser auf Beutejagd.
Die Fischratten umfassen fünf Gattungen mit insgesamt 16 Arten: 
- Neusticomys, 5 Arten
- Ecuador-Fischratte (Anotomys leander)
- Chibcha-Wassermäuse (Chibchanomys), 2 Arten
- Eigentliche Fischratten (Ichthyomys), 4 Arten
- Mittelamerikanische Wassermäuse (Rheomys), 4 Arten

Dabei zeigt die Gattung Neusticomys die geringsten, die Mittelamerikanischen Wassermäuse die höchsten Anpassungen an das Wasserleben.